# District historique de Cataloochee
Le district historique de Cataloochee – ou Cataloochee Historic District en anglais – est un district historique américain situé dans le comté de Haywood, en Caroline du Nord. Protégé au sein du parc national des Great Smoky Mountains, il est inscrit au Registre national des lieux historiques depuis le 2 novembre 2022.